# Церковь Николая Чудотворца (Тубянский)
Церковь Николая Чудотворца — православный храм в хуторе Тубянский Верхнедонского района Ростовской области. Шахтинская и Миллеровская епархия, Верхнедонское благочиние Русской Православной церкви. Адрес: Ростовская обл., район Верхнедонской, хутор Тубянский, ул. Тубянская, 20

## История
В 1843 году архиепископ донской Игнатий, изучая свою епархию, выяснил, что на значительные расстояния станичных поселений приходится малое количество приходских церквей, после чего позволил в многолюдных хуторах строить православные храмы. В середине XIX века храмы в хуторах и в станицах края строились на средства и казаков и ими самими. На время строительства храма Войсковая канцелярия давала станице, в которой возводили храм, льготу от воинских повинностей, обеспечивала денежным пособием и разрешала вырубки войскового леса, пригодно для нужд строительства.
В эти годы в станице Казанской было четыре хутора с построенными церквями, среди них был хутор Тубянской. В этом хуторе в 1882 году была построена приписная Николаевская церковь. Церковь была кирпичная, однопрестольная, имела деревянный верх и деревянную колокольню. На её строительство было затрачено в общей сложности около 10 000 рублей. Хутор Тубянский и станица Казанская находятся напротив друг другa по разным берегам реки Дон. В станице Казанской находился старинный Свято — Троицкий храм.
В нише северо-восточной стороны храма находилась икона Николая Угодника, написанная масляными красками. Церковь функционировала до 1936—1937 годов. В период проводимой коллективизации и культурной революции в 1937 году колокола с церкви Николая Чудотворца были сняты колокола, они были отправлены на переплавку на металлургический завод. Само церковное здание не сносилось вплоть до 1940 года. Осенью 1940 года церковь была разрушена. С неё были убраны купола и крыша. От храма остались только голые стены без перекрытий. Хуторянами была растащена кованная чугунная церковная ограда.
Приблизительно в начале 1950-х годов с использованием стен бывшего храма в хуторе были построены закусочная и магазин. Здание функционировало как магазин до 1992 года.
В 1992 году в хуторе Тубянском началось восстановление Николаевской церкви. В настоящее время церковь действующая и единственная в районе станицы Казанской и близлежащих хуторов.

## Духовенство
Настоятель: протоиерей Владимир Лавлинский